# Fronteira Bulgária–Romênia
A fronteira entre a Bulgária e a Romênia é formada em cerca de 75% de seus 608 km pelo Rio Danúbio. Separa o sul da Romênia do território da Bulgária. O Rio Danúbio faz a linha divisória entre os países desde a tríplice fronte Bulgária-Romênia-Sérvia até uns dois terços do norte do distrito búlgaro de Silistra. Daí em diante, o Danúbio vai rumo ao norte pelo território romeno desaguar no Mar Negro na fronteira entre Romênia e Ucrânia. O trecho leste final da fronteira, 25% do total, termina no litoral do Mar Negro, quase na altura do paralelo 45 N.
Essa fronteira vem sendo formada desde a formação das duas nações.
- A região da atual Romênia foi domínio turco otomano do século XVI até ao final do século XVIII. Aí, partes ocidentais passaram ao domínio dos Habsburgos, a Bessarábia ficou com os russos e, em 1862, Moldávia Ocidental e Valáquia deram origem à Romênia, estado autônomo do Império Otomano. Em 1867 a Transilvânia foi tomada pelo Império Austro-Húngaro. A independência da Romênia deu-se em 1878. Na Primeira Grande Guerra os romenos recuperam todos seus antigos territórios. Na Segunda Grande Guerra se aliam à Alemanha Nazista e perdem territórios para a Rússia. Torna-se uma nação do bloco soviético em 1947, renunciando ao Comunismo somente em 1991.
- A Bulgária depois de pertencer, desde o século XIV, aos Otomanos e depois à Rússia obtém sua independência em 1908. Nas duas Grandes Guerras do século XX foi aliada da Alemanha e perdeu territórios para as nações vizinhas. A Dobruja do Sul foi búlgara até 1913, romena de 1913 a 1940, e finalmente atribuída à Roménia pelo Tratado de Craiova em 1940. A União Soviética invadiu a Bulgária em 1944 e a partir do ano seguinte este país permaneceria sob influência soviética até 1990.